# Wallenia lamarckiana
Wallenia lamarckiana (A.DC.) Mez – gatunek roślin z rodziny pierwiosnkowatych (Primulaceae). Występuje naturalnie na Portoryko oraz Małych Antylach. 

## Morfologia
PokrójZimozielony krzew.
LiścieBlaszka liściowa jest nieco skórzasta i ma odwrotnie jajowaty kształt. Mierzy 12 cm długości oraz 4,5 cm szerokości, jest całobrzega, ma klinową nasadę i tępy wierzchołek. Ogonek liściowy jest nagi i ma 25 mm długości.
KwiatyZebrane w wiechach wyrastających z kątów pędów. Mają działki kielicha o trójkątnym kształcie. Płatki są odwrotnie jajowate i mają 3 mm długości.